# Norton Big 4
La moto Model 1, plus connue sous le nom de Norton Big 4 ou Big Four, a été fabriquée par la Norton Motorcycle Company entre 1907 et 1954 sous diverses versions, mais toujours avec un moteur monocylindre à soupapes latérales, de 633 puis 596 cm3 avec le même alésage de 82 mm.

## Norton Big 4 civile

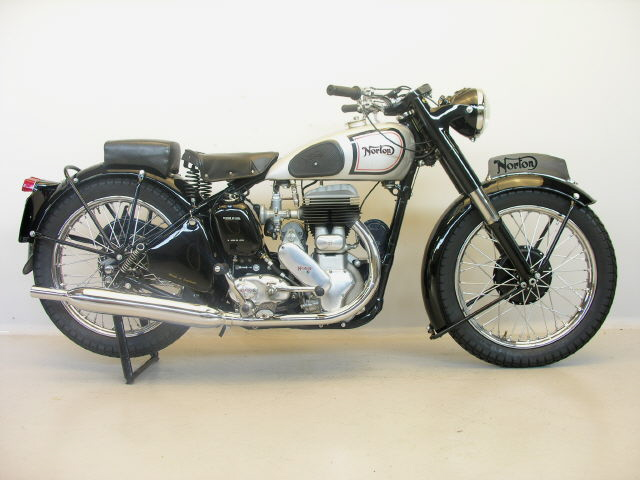
Norton Big 4 version civile 1952 (chrome, fourche télescopique, vitesses au pied droit).

À l'origine en 1907, les premières Big 4 étaient des motos civiles avec un moteur d'alésage x course de 82 × 120 mm, soit 633 cm3 (38,6 in3), échappement monotube à gauche, carburateur B&B. Dotée du plus puissant moteur à soupapes latérales de la gamme, procurant un couple important à bas régime grâce à sa longue course, la moto s'est révélée particulièrement adaptée pour tracter des side-cars. Son appellation « Big 4 » vient de sa puissance fiscale de 4 hp (horse-power selon le système britannique de l'époque, ce qui correspond à environ 14 ch à 4 000 tr/min selon les normes actuelles). Le modèle a été produit pendant neuf ans après la fin de la Seconde Guerre mondiale, lorsque Norton a mis fin à la fabrication de simples soupapes latérales pour se concentrer sur les bicylindres. En 1948, la course est abaissée à 113 mm pour donner une cylindrée de 596 cm3 (82 × 113 mm), la fourche avant devient télescopique, mais la suspension arrière est une option.

## Norton WD Big 4 militaire

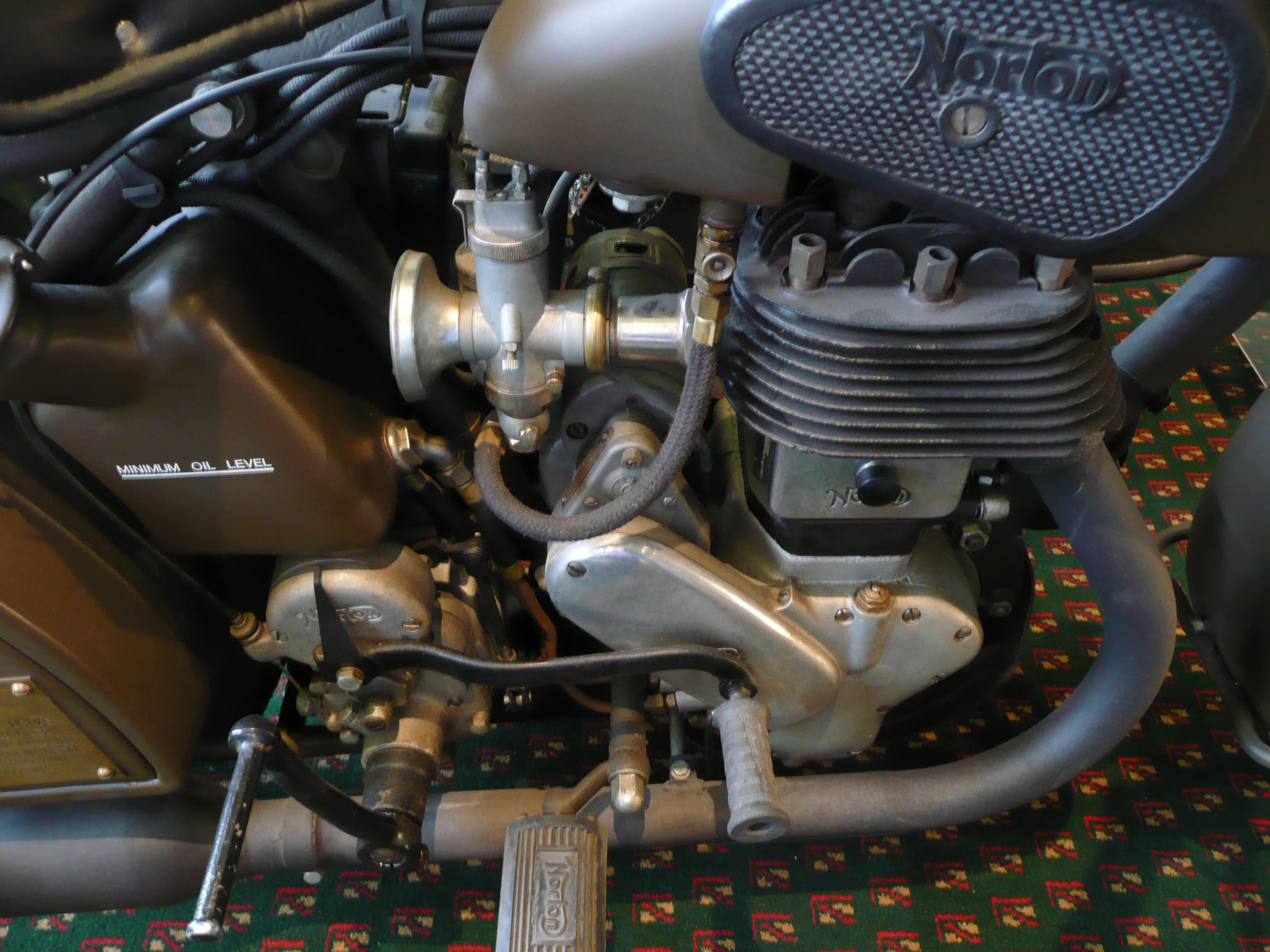
Norton Big Four version militaire (détail).

Le side-car WD Big 4 était un développement d'une version de trial d'avant-guerre avec la roue du side-car couplée à la roue arrière de la moto par un embrayage à crabot mais sans différentiel. Le moteur, culbuté dans la version trial, devient le 633 cm3 latéral, alimenté par un carburateur Amal d'un pouce. Les premiers essais ont été menés à Studland dans le Dorset pour un résultat satisfaisant dans les terrains difficiles. La conception simple permettait aussi un entretien sur le terrain. Les trois roues de 18" x 4,00" à broche interchangeables acceptaient des pneus de route ou pour tout terrain.
La caisse du side-car pour passager, légèrement protégée par une mince tôle plate à l'avant, portant parfois la roue de secours, utilisait un châssis robuste sans suspension. La caisse était montée sur quatre ressorts à lames complétés par deux amortisseurs à disque de friction à l'arrière. La version AA pour marchandises comportait une caisse de forme pentagonale avec couvercle à compas et une roue de secours à l'arrière.

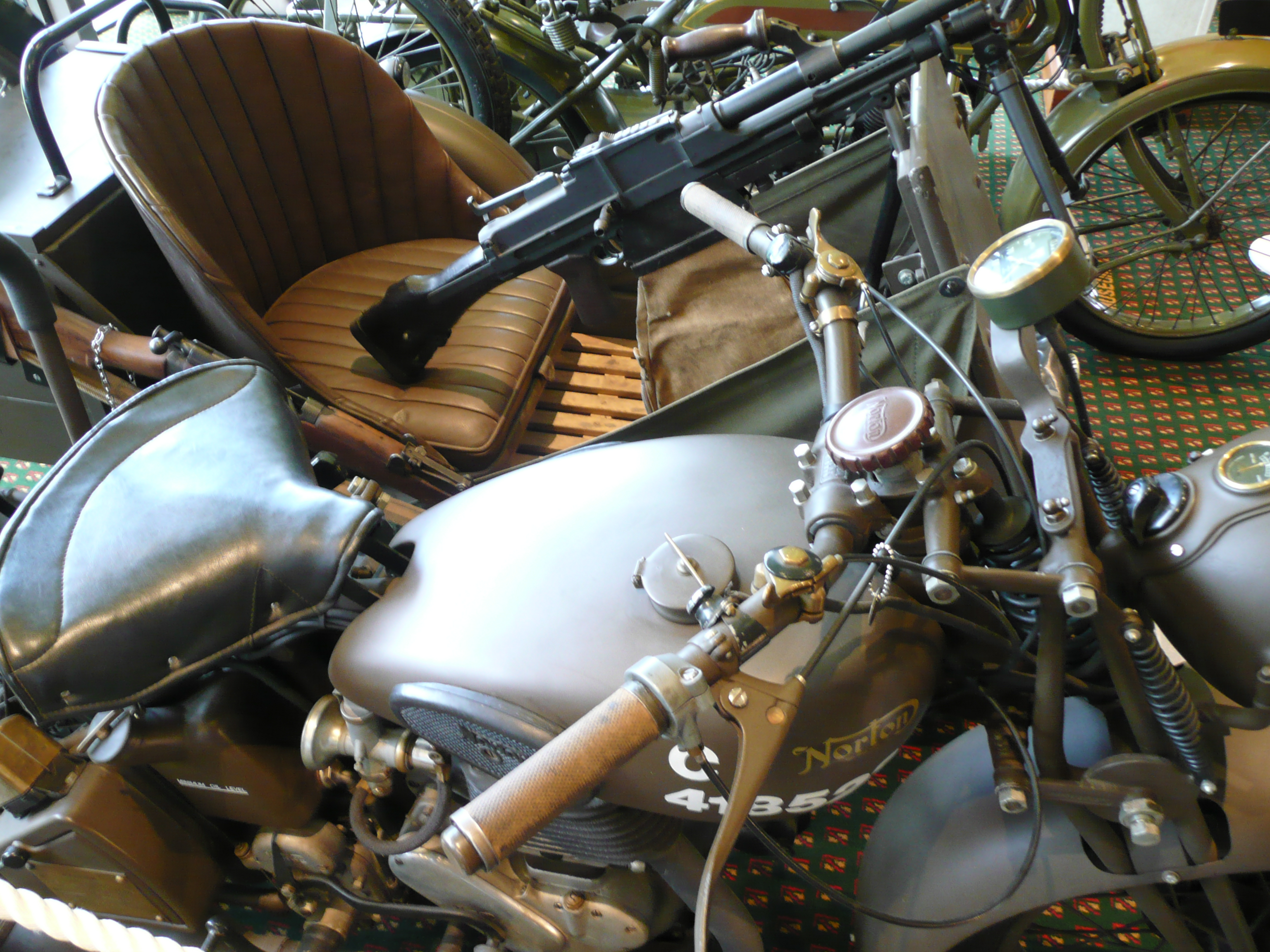
Équipement du side-car Big Four.

Le Big 4 pouvait être équipé d'un fusil mitrailleur Bren. Une version, probablement un prototype, emportait un mortier de trois pouces fixé au châssis et bordé de chaque côté par une caisse d'obus. Il existe aussi un modèle unique, équipé d'une mitrailleuse Thompson. Sur les 100 000 motos produites par Norton pendant la Seconde Guerre mondiale, près de 4 700 furent des side-cars Big Four. Conçu pour transporter deux ou trois hommes et leur équipement de combat sur un terrain très accidenté, le side-car Big 4 était utilisé pour la reconnaissance et le transport de charges de munitions vers les troupes de première ligne. 
À partir de 1942, le side-car Big 4 a finalement été remplacé par la célèbre Jeep à la capacité d'emport bien supérieure.